# Lidija Golc
Lidija Golc, profesorica slovenščine in slovenska pesnica, * 19. november 1955, Ljubljana.
Maturirala z odličnim uspehom leta 1974 na Gimnaziji Bežigrad na oddelku intenzivne angleščine. Na Filozofski fakulteti Univerze v Ljubljani je leta 1979 končala visokošolski študij slovenskega jezika s književnostjo in ruščine, leta 2009 pa še magistrski študij iz didaktike književnosti.
Po diplomi je dvanajst let poučevala na Osnovni šoli Prežihovega Voranca v Ljubljani, kjer je bilo pomembno njeno pionirsko delo pri uvajanju računalnika v pouk slovenščine v okviru projekta Petra. Od 1. septembra 1994 do svoje upokojitve leta 2021 je poučevala slovenščino na Srednji šoli za farmacijo, kozmetiko in zdravstvo v Ljubljani, kjer je koordinirala tudi vse kulturne dejavnosti.
O svojem pedagoškem delu je objavila članke v stanovski reviji Slovenščina v šoli ter številne druge članke in leposlovne prispevke v revijah Vzgoja, Šolski razgledi, Mladika, Rastje, Nedelja in  Novice, slovenski tednik za Koroško. Leta 2019 je za svoje pedagoško delo prejela Nagrado Republike Slovenije na področju šolstva.
Prve pesmi je objavila v reviji Otrok in družina. Šele po nekaj desetletjih se je kot pesnica znova oglasila v tržaški reviji Mladika. Od leta 2011 pa je objavila šest pesniških zbirk.
Lidija Golc je članica Društva slovenskih pisateljev v Avstriji in članica slovenskega PEN-a.

### Učbeniki in matura
Lektorirala je številne učbenike za srednje šole. V soavtorstvu je za osnovno šolo napisala učbenike in priročnike za učitelje za sedmi, osmi in deveti razred devetletke Ta knjiga je zate, Spletaj niti domišljije, Z roko v roki; za srednjo šolo pa učbenike Odkrivajmo življenje besed 1, 2, 3 in 4 ter priročnik Slovenščina na poklicni maturi. Bila je članica predmetne skupine za poklicno maturo, spraševalka slovenščine v izpitnih komisijah za strokovne izpite na področju vzgoje in izobraževanja, popravljalka slovenščine na maturi in sodelavka v projektih za prenovo pouka slovenščine.

### Zasebno
Po mamini strani izvira iz družine Grafenauer iz Marije na Zilji na avstrijskem Koroškem. Ima dva odrasla otroka in živi v Ljubljani.

## Pesniške zbirke
- Lidija Golc, Dobro, pa se še izboljšuje, Celovec : Mohorjeva, 2011  (COBISS)
- Lidija Golc, Amarkordi, Založništvo in izdelava - Celovec : Mohorjeva, 2013  (COBISS)
- Lidija Golc, Vsakomur iz svoje lepene, Založništvo in izdelava - Klagenfurt = Celovec : Drava, 2017  (COBISS)
- Lidija Golc, Valdarke : pesmi = poems = pjesme = canzoni = Gedichte = stihotvorenija, Založništvo in izdelava - Ljubljana : Buča, 2018  (COBISS)
- Lidija Golc, Kakor roke v objem : pesmi = Wie Hände zur Umarmung : Gedichte, Založništvo in izdelava - Celovec : Mohorjeva, 2020  (COBISS)
- Lidija Golc, Novakoronavirusnice = Newcoronaviruslings, Založništvo in izdelava - Ljubljana : Buča, 2020  (COBISS)
- Lidija Golc, Skorje = Crusts = Kore = Cortecce = Rinden = Kožura, Založništvo in izdelava - Ljubljana : Buča, 2023  (COBISS)
- Lidija Golc, Solina, Franc, Torzo = Torso = Torso, Založništvo in izdelava - Ljubljana : Založba UL FRI, 2023  (COBISS)